# 中信福德宮
中信福德宮，俗稱中信街土地廟，位於臺灣新北市新莊區中信街，為主祀福德正神之臺灣民間信仰廟宇，建於1987年。組織型態為管理人制，祭典日期是每年農曆二月初二頭牙、七月十九中元法會、八月十五土地神成道日、十月初十建廟紀念日、十二月十六日尾牙。
正殿奉祀觀音大士、九天玄女、關聖帝君、天上聖母、濟公禪師、中壇元帥、虎爺等神佛，並有財神殿奉祀玄壇真君。
本廟提供點光明燈、財神燈之服務，並會購置白米送往偏鄉或捐助本地貧苦。中信里辦公室每年會在此地發放500份日曆（其中80份由本廟提供），供里民、檀越領取。